# Penaeopsis jerryi
Penaeopsis jerryi is een tienpotigensoort uit de familie van de Penaeidae. De wetenschappelijke naam van de soort is voor het eerst geldig gepubliceerd in 1979 door Pérez Farfante.